# 引佐町
引佐町（いなさちょう）は、かつて静岡県引佐郡にあった町。現在の浜松市浜名区引佐町の区域に相当する。

## 地理
かつての遠江国西部に位置し、静岡県を三分割する際には静岡県西部に区分される。

### 河川・湖沼
- 都田川（久留女木川）
- 都田川ダム
- 井伊谷川
- 神宮寺川

## 歴史
- 1889年（明治22年）4月1日 - 町村制施行に伴い、引佐郡井伊谷村、白岩村、花平村、三岳村、横尾村および兎荷村の一部の区域をもって井伊谷村（いいのやむら）が成立。
- 1953年（昭和28年）4月1日 - 引佐郡金指町を編入。同日改称の上で町制を施行し引佐町となる。
- 1955年（昭和30年）5月1日 - 引佐郡伊平村、奥山村、鎮玉村が合併し、改めて引佐町が設置される。
- 2005年（平成17年）7月1日 - 浜松市に編入。同日引佐町廃止。

## 隣接している自治体

### 静岡県
- 浜松市
- 浜北市
- 天竜市
- 引佐郡：三ケ日町、細江町

### 愛知県
- 南設楽郡：鳳来町

## 行政

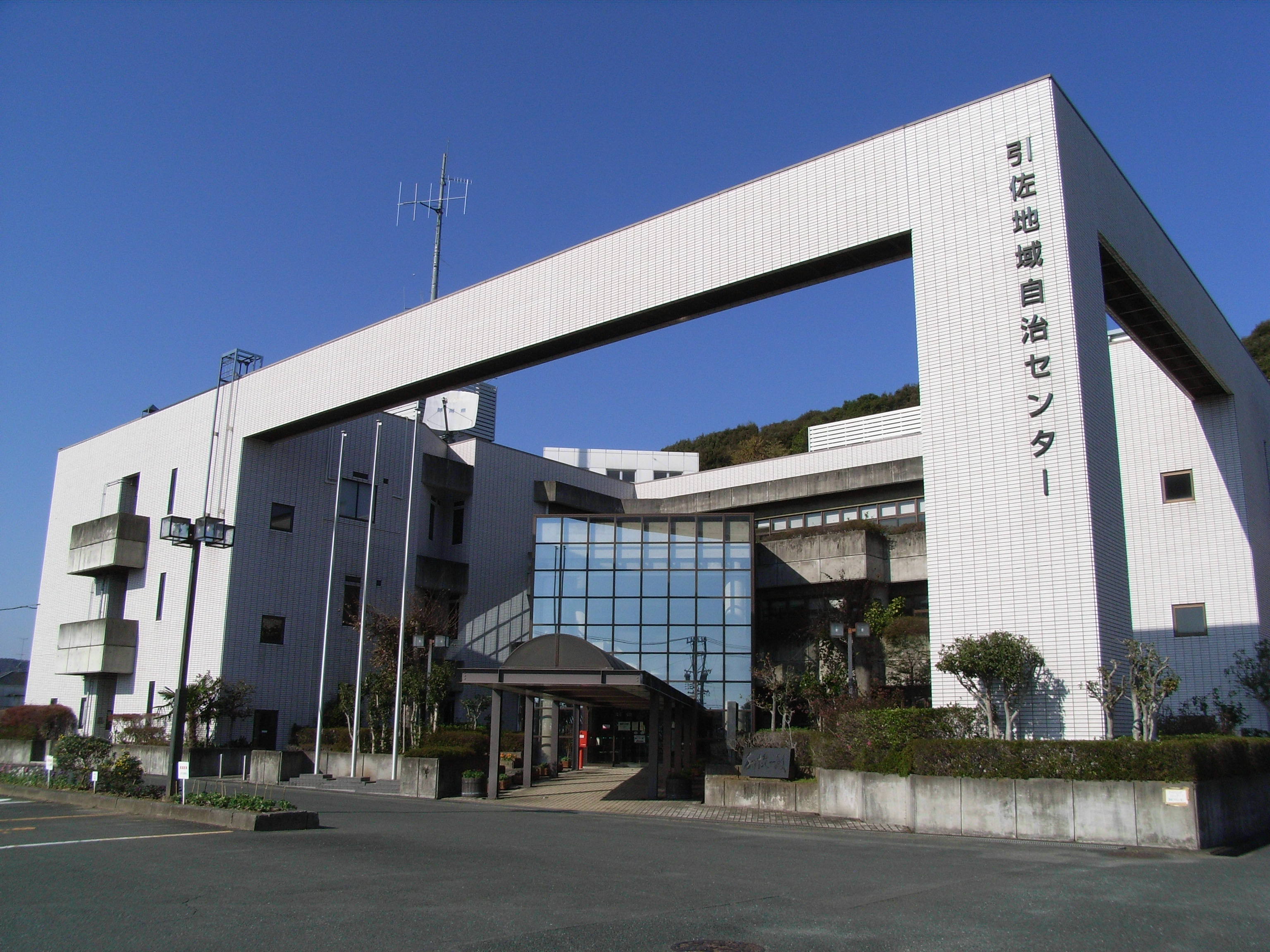
浜松市引佐地域自治センター

2005年（平成17年）7月1日、周辺10市町村とともに浜松市へ編入され、引佐町は廃止された。浜松市への合併時、合併前の引佐町の区域をもって地方自治法第202条の4に基づく引佐地域自治区を設置。旧引佐町役場庁舎を利用して浜松市引佐総合事務所を設けた。
2007年（平成19年）4月1日に浜松市が政令指定都市へ移行したのに伴い、北区の一部となり、引佐総合事務所は浜松市引佐地域自治センターに名称変更した。
2012年（平成24年）3月31日をもって引佐地域自治区が廃止され、翌4月1日に浜松市引佐地域自治センターは浜松市引佐協働センターに名称変更した。
2024年（令和6年）1月1日に浜松市が行政区を再編したことに伴い、浜松市引佐協働センターは浜名区役所引佐支所に名称変更した。

### 姉妹都市・提携都市
- シェヘイリス市（アメリカ合衆国 ワシントン州）

## 教育

### 小学校
- 引佐町立井伊谷小学校
- 引佐町立金指小学校
- 引佐町立奥山小学校
- 引佐町立伊平小学校
- 引佐町立川名小学校[注釈 1]
- 引佐町立田沢小学校[注釈 2]
- 引佐町立渋川小学校[注釈 2]
- 引佐町立久留女木小学校[注釈 2]

### 中学校
- 引佐町立引佐北部中学校
- 引佐町立引佐南部中学校

### 高等学校
- 静岡県立引佐高等学校[注釈 3]

## 交通

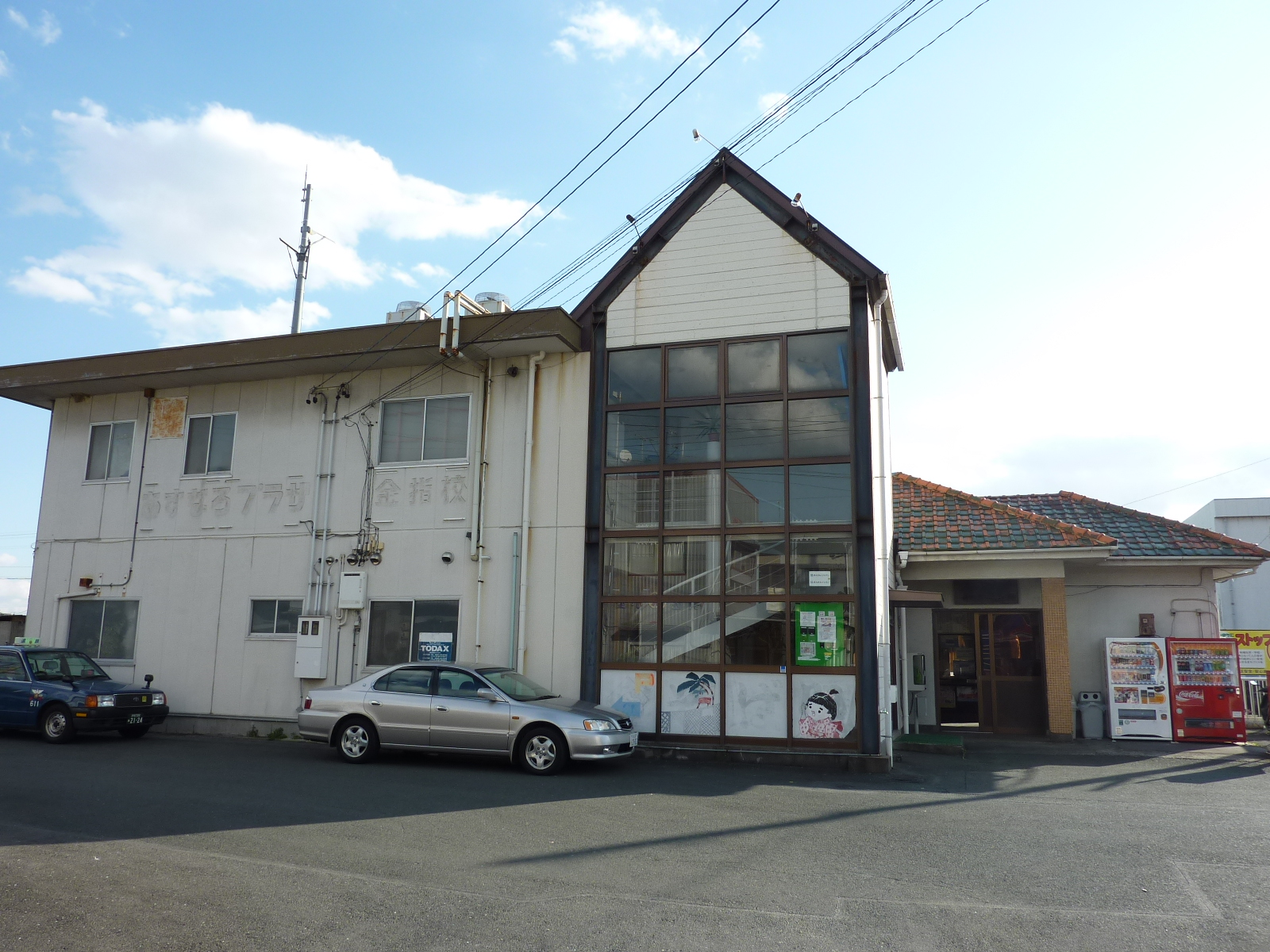
天竜浜名湖鉄道天竜浜名湖線金指駅

### 鉄道
- 天竜浜名湖鉄道
  - 天竜浜名湖線
    - 金指駅
- 遠州鉄道
  - 奥山線（1963年廃止）
    - 金指駅 - （岡地駅 - 気賀口駅） - 正楽寺駅 - 井伊谷駅

### 道路
一般国道
- 国道257号
- 国道362号

主要地方道
- 静岡県道47号引佐六郎沢線
- 静岡県道68号浜北三ケ日線

## 娯楽
- 引佐劇場 - 劇場・映画館[4]。

## 名所・旧跡
- 龍潭寺

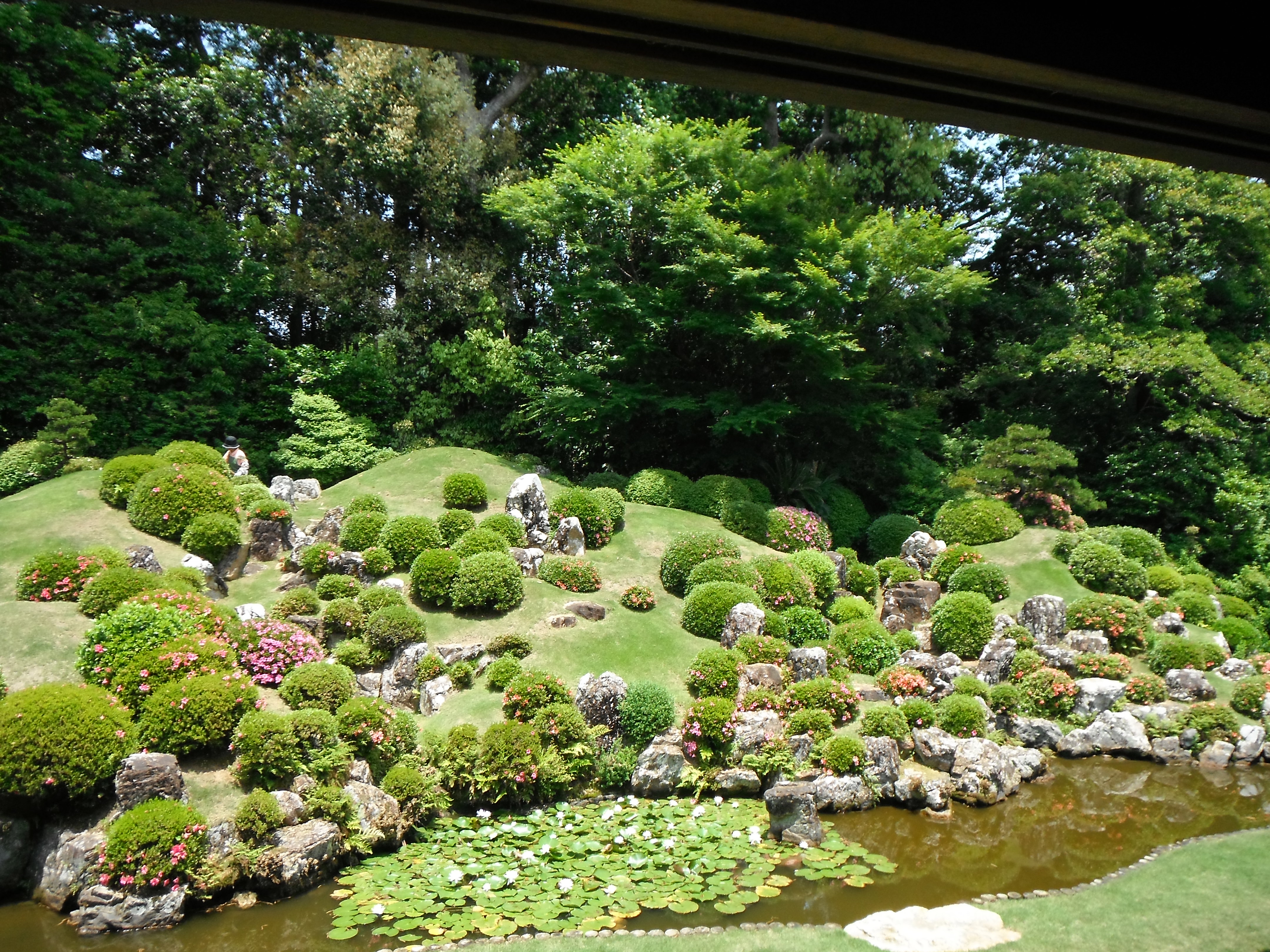
龍潭寺庭園

臨済宗妙心寺派の寺院。天平5年（733年）に行基によって開かれたとされている。池泉鑑賞式庭園が国の名勝に指定され、寺院に収められている「宋版錦繍万花谷」3冊が国の重要文化財に指定されている。また、龍潭寺伽藍6棟と「紙本金地著色遊楽図六曲一双」は静岡県指定有形文化財に指定されている。NHK大河ドラマ『おんな城主直虎』で知られる井伊家の菩提寺である。
- 竜ヶ岩洞

全長1キロメートルを超える鍾乳洞。2億5千万年前の石灰岩地帯にあり、1981年（昭和56年）に洞窟愛好家2名によって発見された。約400メートルが一般公開されている。洞窟内の温度は一年を通して18℃に保たれ、夏は避暑地としても人気がある。敷地内にはお土産売り場や飲食店、鮎狩り園など、洞窟以外にも楽しめるポイントがあり、程よく観光地化されている。

## 出身有名人
- 河合克敏[7] - 漫画家。
- 夏目琢史 - 歴史学者。井伊谷研究者。
- 菅川浩樹 - バスケットボール選手。